# Ładzice (gemeente)
De gemeente Ładzice is een landgemeente in het Poolse woiwodschap Łódź, in powiat Radomszczański.
De zetel van de gemeente is in Ładzice.
Op 30 juni 2004 telde de gemeente 4972 inwoners.

## Oppervlakte gegevens
In 2002 bedroeg de totale oppervlakte van gemeente Ładzice 82,72 km², waarvan:
- agrarisch gebied: 73%
- bossen: 19%

De gemeente beslaat 5,73% van de totale oppervlakte van de powiat.

## Demografie
Stand op 30 juni 2004:
| Omschrijving                   | Totaal | Totaal | Vrouwen | Vrouwen | Mannen | Mannen |
| ------------------------------ | ------ | ------ | ------- | ------- | ------ | ------ |
| eenheid                        | aantal | %      | aantal  | %       | aantal | %      |
| inwoners                       | 4972   | 100    | 2382    | 47,9    | 2590   | 52,1   |
| bevolkingsdichtheid (inw./km²) | 60,1   | 60,1   | 28,8    | 28,8    | 31,3   | 31,3   |

In 2002 bedroeg het gemiddelde inkomen per inwoner 1318,25 zł.

## Aangrenzende gemeenten
Dobryszyce, Kruszyna, Lgota Wielka, Nowa Brzeźnica, Radomsko, Radomsko, Strzelce Wielkie